# MLB na Fox
MLB on Fox também conhecido como Fox MLB, é uma cobertura televisiva norte-americana dos jogos da Major League Baseball (MLB) produzida pela Fox Sports, a divisão esportiva da Fox Broadcasting Company (Fox). Desde o seu início em 1.º de junho de 1996, a emissora tem sido uma presença constante na transmissão de eventos significativos do mundo do beisebol.
Ao longo dos anos, o MLB on Fox transmitiu a World Series em 1996, 1998 e todas as edições desde o ano 2000. Além disso, o programa apresentou o All-Star Game em 1997, 1999 e em todos os anos subsequentes desde 2001. A cobertura estende-se ainda à National League Championship Series (NLCS) e à American League Championship Series (ALCS), exibindo-as em anos alternados de 1996 a 2000 e novamente a partir de 2007. Essa distribuição intercalada coloca a NLCS nos anos pares e a ALCS nos anos ímpares, enquanto a Fox exibiu ambas as séries de 2001 a 2006.
No ano de 2022, a Fox Sports renovou seus direitos de transmissão para os jogos da temporada regular, abrangendo tanto a rede principal de televisão, a Fox, quanto a FS1, estendendo-se até o ano de 2028. Sob os termos do novo contrato, está previsto que a Fox transmita, pelo menos, dois ou três jogos todos os sábados, visando ampliar a cobertura semanal na rede Fox. O referido acordo assegura uma maior oferta de transmissões na Fox. Além disso, ao longo da vigência desse contrato estendido, a Fox manterá a exclusividade na transmissão da World Series, do All-Star Game e do Field of Dreams Game. Essa continuidade reforça o compromisso da emissora em proporcionar uma cobertura abrangente e exclusiva de eventos emblemáticos do mundo do beisebol.

## História

### 1996–2000
Em 7 de novembro de 1995, a Major League Baseball (MLB) alcançou um acordo televisivo com a Fox e a NBC, permitindo que a Fox adquirisse os direitos de transmissão dos jogos da MLB (assumindo o término do contrato com a ABC). A Fox concordou em desembolsar US$ 575 milhões por um contrato de cinco anos, representando uma cifra significativamente inferior ao montante pago pela CBS pelos direitos televisivos da Liga Principal de Beisebol nas temporadas de 1990 a 1993.
Diferentemente do acordo televisivo anterior, conhecido como "The Baseball Network" – uma parceria estabelecida através do contrato conjunto da liga com a ABC e a NBC, que teve início na temporada de 1994 –, a Fox retornou ao formato de transmissão televisiva dos jogos da temporada regular. Esse formato consistia em aproximadamente 16 transmissões semanais, normalmente iniciando no fim de semana do Memorial Day, nas tardes de sábado. A Fox, contudo, manteve a abordagem introduzida pela The Baseball Network, oferecendo uma seleção de jogos com base exclusivamente na região do espectador. Em geral, a estratégia da Fox envolve a transmissão de três feeds regionalizados. O acordo inicial também conferiu à Fox os direitos de transmitir a World Series de 1996, 1998 e 2000, os All-Star Games de 1997 e 1999, além da cobertura da League Championship Series (compartilhada com a NBC) e de cinco jogos da Division Series a cada ano.
Quando a Fox ingressou no universo do beisebol, adotou o lema "Mesmo jogo, nova atitude" para impulsionar suas transmissões. Esse slogan, anteriormente utilizado para promover a cobertura da National Football League (NFL) pela rede quando esta foi lançada em 1994, foi agora direcionado para destacar a abordagem inovadora da Fox no mundo do beisebol. Inicialmente, a Fox havia empregado esse lema para promover a cobertura da NFL. O principal objetivo da Fox ao começar a transmitir os jogos da Liga Principal de Beisebol era impulsionar sua programação noturna, que na época apresentava apenas alguns sucessos, incluindo séries renomadas como Beverly Hills 90210, Os Simpsons, Married... with Children e O arquivo x. Ed Goren, presidente da Fox Sports, expressou a intenção da rede, afirmando: "Utilizaremos a World Series e a League Championship Series para impulsionar nossos programas". Esse enfoque estratégico refletia a busca da Fox por atrair uma audiência mais ampla por meio de eventos esportivos de grande destaque.

### Exclusividade: 2001–2006
Em setembro de 2000, a Major League Baseball firmou um contrato de seis anos no montante de US$ 2,5 bilhões com a Fox. Esse acordo concedeu à Fox a manutenção dos direitos de transmissão dos jogos de beisebol aos sábados, abrangendo o All-Star Game, jogos selecionados da Division Series, além da cobertura exclusiva da League Championship Series e World Series. A maior parcela, equivalente a 90% do valor total do contrato, destinou-se à Fox, que comprometeu-se a pagar à Major League Baseball a quantia de US$ 417 milhões anualmente. Essa cifra proveniente da pós-temporada não apenas cativou uma vasta audiência, mas também proporcionou à rede a oportunidade de exibir sua programação de outono.
O contrato oferecia proteção à Major League Baseball em situações de conflito trabalhista, diferenciando-se assim da experiência ocorrida com a "The Baseball Network" em 1994. Em caso de cancelamento de alguns jogos devido a uma greve ou bloqueio, a Major League Baseball continuaria a receber pagamento da Fox. No entanto, para compensar a rede, a liga teria a obrigação de realizar transmissões adicionais. Por outro lado, uma repetição da greve ocorrida em 1994 teria acarretado prejuízos significativos para a Fox, superando a marca de US$ 1 bilhão. O contrato televisivo estabeleceu, assim, um incentivo para evitar paralisações, pois estas não apenas prejudicariam as redes de radiodifusão que já haviam pago pelo acordo, ao contrário do pacote de televisão de 1994-95.
No contrato anterior de cinco anos, a Fox desembolsou US$ 575 milhões, equivalente a US$ 115 milhões anuais, pelos direitos de transmissão da Liga Principal de Beisebol. Em comparação, a NBC contribuiu com apenas US$ 400 milhões, o que representa US$ 80 milhões anualmente. A discrepância entre os contratos da Fox e da NBC residia na avaliação implícita de que as transmissões do "Jogo da Semana" da Fox aos sábados valiam menos de US$ 90 milhões ao longo de cinco anos. Antes da decisão oficial da NBC de se separar da Liga Principal de Beisebol em 26 de setembro de 2000, a Fox estava programada para pagar US$ 345 milhões pelo novo contrato, enquanto a NBC teria desembolsado US$ 240 milhões. Com exceção da ausência de quatro anos, de 1990 a 1993, a NBC havia transmitido jogos da Liga Principal de Beisebol desde 1947. O presidente da NBC Sports, Ken Schanzer, explicou sua decisão de não renovar o contrato, afirmando: "Notificamos a Liga Principal de Beisebol que declinamos da oferta e desejamos a eles boa sorte no futuro."
No âmbito do novo acordo, a Fox comprometer-se-ia a pagar uma média de US$ 417 milhões anualmente, representando um aumento de cerca de 45% em comparação com o contrato anterior, o qual valia US$ 290 milhões por ano e era resultado das contribuições conjuntas da Fox, NBC e ESPN. Tanto a CBS quanto a ABC optaram por não adquirir os direitos de transmissão, recusando-se a fazê-lo pelos valores propostos pela Liga Principal de Beisebol.

### 2007–2013
Em 11 de julho de 2006, a Major League Baseball anunciou que a rede Fox havia celebrado um novo contrato de sete anos, assegurando que a Fox permaneceria como a emissora oficial da World Series até a temporada de 2013. Embora se antecipasse à renovação do acordo, não ficava claro quais outros eventos a rede estaria disposta a transmitir além do All-Star Game e da World Series.
O pacote foi oficialmente anunciado em 17 de outubro de 2006. De acordo com os termos do contrato, a Fox preservou seus direitos sobre o pacote da temporada regular da rede, que agora iniciaria em abril, e continuou sendo a única emissora para o All-Star Game e a World Series. A cobertura pós-temporada da Fox, além da World Series, foi restrita a uma League Championship Series por ano, alternando entre a American League Championship Series em anos ímpares e a National League Championship Series em anos pares. Nesse esquema, o TBS assumiria os direitos exclusivos para a Division Series da ESPN, transmitindo a outra LCS em anos alternados.
Um dos termos do acordo estabelecia que, a partir da temporada de 2007, a cobertura do "Jogo da Semana" aos sábados seria estendida ao longo de toda a temporada, em contraste com o formato anterior que começava após o Memorial Day. A maioria dos jogos seria transmitida no horário das 15h30 às 19h00 (horário do leste), posteriormente reduzido para 16h00 às 19h00 após o cancelamento do programa pré-jogo em estúdio pela Fox na temporada de 2009. Exceções foram incorporadas em 2010, incluindo uma janela das 15h00 às 19h00 aos sábados, quando a Fox estava programada para transmitir uma corrida da NASCAR Cup Series em horário nobre (que começaria às 19h30) e das 19h00 às 22h00, quando a Fox estava programada para transmitir a final de futebol da UEFA Champions League (que começaria às 15h00).
Para o ano de 2012, a Fox realizou ajustes em sua programação. Enquanto o horário de início padrão às 3h30 pm (horário do leste) permaneceu inalterado, os jogos semanais em determinados sábados, coincidindo com as transmissões de corridas da NASCAR no Texas Motor Speedway, Richmond International Raceway e Darlington Raceway, começavam às 12h30 pm (horário do leste). Do dia da final da UEFA Champions League até o sábado anterior ao All-Star Break, todas as transmissões do "Jogo da Semana" iniciavam às 7h00 pm (horário do leste). Durante esse período, o apelido "Baseball Night in America" foi utilizado para todos os jogos da MLB na Fox.

### 2014 – presente
Em 19 de setembro de 2012, o Sports Business Daily relatou que a Major League Baseball concordaria em estabelecer acordos de televisão de oito anos com a Fox Sports e a Turner Sports até a temporada de 2021. A Fox comprometeu-se a pagar aproximadamente US$ 4 bilhões ao longo de oito anos, equivalente a cerca de US$ 500 milhões por ano, enquanto a Turner concordou em desembolsar cerca de US$ 2,8 bilhões durante o mesmo período, totalizando mais de US$ 300 milhões por ano. Nos novos acordos, a cobertura da Fox e da TBS permaneceria essencialmente a mesma do contrato de 2007-2013, com a exceção da cobertura compartilhada da Division Series entre Fox e TBS, sendo que a TBS transmitiria exclusivamente esses jogos desde 2007. De maneira significativa, a Fox transmitiria alguns jogos, como o "Jogo da Semana" de sábado à tarde, em seu novo canal de esportes gerais, Fox Sports 1, lançado em 17 de agosto de 2013. Além disso, fontes indicaram a possibilidade de a Fox vender alguns jogos da League Division Series para a MLB Network.
Em 2 de outubro de 2012, o novo acordo entre a Major League Baseball e a Fox foi oficialmente confirmado. O acordo abrangia os direitos televisivos de 12 jogos de sábado à tarde na Fox, uma redução em relação aos 26 previamente transmitidos. Adicionalmente, incluía a transmissão de 40 jogos na Fox Sports 1, os direitos do All-Star Game, duas League Division Series (sendo que dois jogos foram vendidos para a MLB Network, enquanto o restante seria exibido na Fox Sports 1), uma League Championship Series (com a Fox Sports e a Turner Sports alternando a cobertura dos jogos da pós-temporada da Liga Americana e da Liga Nacional a cada ano ímpar-par, com os Jogos 1 e, se necessário, 6 em 2014 sendo exibidos na Fox), e a World Series (que permaneceria na Fox). Além disso, todos os jogos do Fox Saturday Baseball ficariam disponíveis no MLB Extra Innings e MLB.TV, sujeitos a restrições locais de blackout. A Fox Sports também recebeu os direitos da TV Everywhere para streaming de transmissões de jogos em computadores, dispositivos móveis e tablets, bem como os direitos para um programa noturno de destaques do beisebol. Adicionalmente, a Fox Sports obteve os direitos em espanhol para todos os jogos transmitidos pela Fox e Fox Cable (Fox Deportes), juntamente com os direitos para um programa semanal produzido pela MLB Productions.
Em 15 de novembro de 2018, a Fox renovou seus direitos de transmissão até 2028, mantendo a estrutura existente, mas com uma expansão significativa nos direitos digitais. Além disso, comprometeu-se a aumentar a transmissão de jogos na rede de televisão Fox. Essa ampliação terá início com pelo menos dois dos primeiros quatro jogos da League Championship Series e todos os sétimos jogos da série, abrangendo o período de 2020 a 2028. Adicionalmente, o beisebol será expandido nas noites de sábado, e a partir de 2022, dois jogos da Division Series (anteriormente transmitidos pela MLB Network) serão transmitidos na rede de televisão aberta da Fox.

### Cobertura especial
Desde o início de sua cobertura de beisebol em 1996, a rede Fox transmitiu quatro jogos da temporada regular em dias diferentes do sábado. Em 1998, como parte da cobertura da tentativa de Mark McGwire de quebrar o recorde de home run de Roger Maris em uma única temporada, a Fox exibiu um jogo de domingo à tarde entre o Cincinnati Reds e o St. Louis Cardinals em 6 de setembro, seguido por um jogo de terça à noite entre o Chicago Cubs e os Cardinals em 8 de setembro. Este último jogo, no qual McGwire alcançou seu 62.º home run da temporada, registrou uma participação de classificação de 14,5, mantendo-se como a transmissão da temporada regular da Major League Baseball com a maior audiência da rede até hoje.
Em 16 de abril de 2004, a Fox transmitiu um jogo de sexta à noite entre o New York Yankees e o Boston Red Sox, cobrindo o primeiro confronto direto dessas equipes desde o memorável ALCS de 2003. Em 12 de agosto de 2016, a Fox exibiu um jogo de sexta à noite entre o Tampa Bay Rays e o New York Yankees para marcar o último jogo do jogador de longa data dos Yankees, Alex Rodriguez.
Para a transmissão de um jogo entre o Los Angeles Dodgers e o Chicago Cubs no Wrigley Field em 26 de agosto de 2000, a Fox realizou uma transmissão especial "Turn Back the Clock" para celebrar o 61.º aniversário do primeiro jogo de beisebol televisionado. O evento foi marcado por uma recriação da tecnologia televisiva de 1939, apresentando o locutor Joe Buck trabalhando sozinho com um único microfone, uma única câmera em preto e branco e a ausência de gráficos. Cada meia entrada subsequente testemunhou a transmissão "avançar no tempo", destacando a evolução das tecnologias e a apresentação da cobertura de beisebol em rede ao longo dos anos.

### Outra programação relacionada à MLB
Os jogos de beisebol aos sábados transmitidos pela Fox têm consistentemente incluído um programa voltado para o público jovem. A Fox apresentou "In the Zone" desde a temporada inaugural dos direitos da MLB em 1996 até 1999. Posteriormente, de 2000 a 2011, o programa "This Week in Baseball" foi transmitido, sendo que esse último já havia sido exibido entre 1977 e 1998. No período de 2012 a 2013, a Fox trouxe ao público o "MLB Player Poll", um programa no qual jogadores e fãs discutem temas atuais relacionados à MLB e participam de pesquisas de opinião sobre o esporte e jogadores de beisebol. Este programa foi apresentado por Greg Amsinger.

## Comentaristas e personalidades do estúdio

### Comentaristas atuais jogada a jogada
- Joe Davis : Liderar jogada a jogada ( Baseball Night in America, MLB no FS1, MLB no Field of Dreams, MLB All-Star Game, World Series, League Championship Series, one Division Series ) [26][27][28]
- Adam Amin : #2 jogada a jogada ( Noite de Beisebol na América, MLB no FS1, One Division Series )
- Jason Benetti : #3 jogada a jogada ( Noite de Beisebol na América, MLB no FS1 )
- Kevin Kugler : jogo a jogo alternativo ( Basebol Night in America, MLB no FS1 )
- Kenny Albert : jogo a jogo alternativo ( Basebol Night in America, MLB no FS1 )
- Len Kasper : jogo a jogo alternativo ( Basebol Night in America, MLB no FS1 )
- Don Orsillo : jogo a jogo alternativo ( Noite de Beisebol na América )
- Jeff Levering : jogo a jogo alternativo ( Noite de Beisebol na América )
- Brandon Gaudin : jogo a jogo alternativo ( MLB no FS1 )
- Alex Faust : jogo a jogo alternativo ( MLB no FS1 )
- Aaron Goldsmith : jogo a jogo alternativo ( Noite de Beisebol na América )

### Comentaristas de cores atuais
- John Smoltz : Cor principal ( Noite de Beisebol na América, MLB no FS1, MLB no Field of Dreams, MLB All-Star Game, World Series, League Championship Series, One Division Series ) [29]
- AJ Pierzynski : #2 cor ( Noite de Beisebol na América, MLB em FS1, One Division Series )
- Eric Karros : cor alternativa ( Noite de Beisebol na América, MLB no FS1 )
- Tom Verducci : cor alternativa ( Noite de Beisebol na América, MLB no FS1 )
- Mark Sweeney : cor alternativa ( MLB no FS1 )
- Dontrelle Willis : cor alternativa ( MLB no FS1 )
- Adam Wainwright : cor convidada (uma série de divisão )

### Repórteres de campo atuais
- Ken Rosenthal : Repórter principal de campo ( Noite de Beisebol na América, MLB no FS1, MLB no Field of Dreams, MLB All-Star Game, World Series, League Championship Series, One Division Series )
- Tom Verducci : repórter de campo nº 2 ( MLB no Field of Dreams, MLB All-Star Game, World Series, League Championship Series, One Division Series )
- Tom Rinaldi : repórter de campo nº 3 ( MLB All-Star Game, reportagens selecionadas)

### Equipe atual do estúdio
- Kevin Burkhardt : Apresentador principal do estúdio ( Baseball Night in America, MLB no FS1, MLB no Field of Dreams, MLB All-Star Game, World Series, League Championship Series, Division Series )
- Chris Myers : apresentador de estúdio alternativo ( Basebol Night in America, MLB no FS1 )
- Mike Hill : apresentador de estúdio alternativo ( Basebol Night in America, MLB no FS1 )
- Matt Vasgersian : apresentador alternativo do estúdio pós-temporada ( World Series, League Championship Series, Division Series )
- Alex Rodriguez : Analista de estúdio ( MLB no Field of Dreams, MLB All-Star Game, World Series, League Championship Series, Division Series )
- David Ortiz : Analista de estúdio ( MLB no Field of Dreams, MLB All-Star Game, World Series, League Championship Series, Division Series )
- Derek Jeter : Analista de estúdio ( MLB no Field of Dreams, MLB All-Star Game, World Series, League Championship Series, Division Series )
- Dontrelle Willis : Analista de estúdio ( Basebol Night in America, MLB no FS1 )
- Mark Sweeney : Analista de estúdio ( Basebol Night in America, MLB no FS1 )

## Visão geral da produção

### Inovações
Em 8 de julho de 1997, a Fox realizou sua primeira transmissão televisiva do All-Star Game, que ocorreu fora do Jacobs Field em Cleveland. Destacando-se neste jogo específico, a Fox inovou com o "Catcher-Cam", uma câmera fixada nas máscaras dos receptores para oferecer perspectivas exclusivas da ação em torno do home plate.
Em outubro de 2004, a Fox iniciou a transmissão em alta definição de todas as partidas da pós-temporada da Major League Baseball, abrangendo a League Championship Series e a World Series. Nesse mesmo ano, a Fox também introduziu a transmissão em alta definição do jogo All-Star da Liga Principal de Beisebol. Antes da temporada de 2008, um dos três jogos regionais transmitidos pela rede todos os sábados era apresentado em HD. A partir de 2008, todos os jogos da MLB transmitidos pela Fox, incluindo os jogos regionais de sábado, são apresentados em alta definição.
Em 29 de setembro de 2010, a Fox anunciou seus planos de incorporar câmeras a cabo na cobertura da National League Championship Series e da World Series. De acordo com a Fox, essas câmeras a cabo teriam a capacidade de se deslocar pelo campo em altitudes variando de 12 a 80 pés acima do solo. Além disso, elas seriam capazes de capturar imagens aéreas de diversos momentos, incluindo "jogadas fechadas" nas bases e "técnicos conversando com seus arremessadores no monte".
A temporada de 2020 foi adiada para julho devido à pandemia de COVID-19. Diante dessa situação, a Fox rapidamente anunciou que virtualizaria os assentos nos estádios, incluindo o Wrigley Field de Chicago, o Dodger Stadium de Los Angeles, o Nationals Park de Washington, o Petco Park de San Diego, e outros locais onde transmitiria jogos nas próximas semanas. Posteriormente, os locutores dedicaram tempo para explicar e demonstrar o uso de fãs virtuais durante o jogo de 25 de julho entre o Chicago Cubs e o Milwaukee Brewers no Wrigley Field.

### Gráficos digitais na tela

#### 1996–1998
Em seu primeiro ano de cobertura em 1996, a Fox introduziu o "bug de pontuação" em suas transmissões da Liga Principal de Beisebol. Em questão de dois anos, esse recurso seria expandido para incluir todas as transmissões esportivas da Fox e de outras redes. O primeiro bug de pontuação tinha a forma de um paralelogramo translúcido com bordas vermelhas posicionado à esquerda e à direita da tela. O logotipo e a identificação da Fox eram exibidos no lado esquerdo, enquanto o placar ocupava o lado direito. A contagem de pontos e o número de eliminações eram apresentados abaixo. Um diamante seria destacado ao redor do bug somente quando corredores estivessem em bases, sendo que uma base ocupada era representada por um ponto vermelho.
O bug passou por uma leve modificação em 1998. Embora o layout tenha permanecido o mesmo, agora era apresentado em formato quadrado. As equipes e pontuações também passaram a ter um fundo branco, com uma seta vermelha indicando qual time estava na fase de rebatida. As bases ocupadas eram agora representadas por um triângulo amarelo. Além disso, a partir de 1998, a velocidade do arremesso começou a ser brevemente exibida sobre a área de contagem e eliminações após o lançamento da bola.

#### 1999–2000
Em 1999, a Fox apresentou um novo bug de pontuação que era quase idêntico ao bug da NFL revelado no outono anterior. Nesse design atualizado, um gráfico permanente de corredores (com um design que seria utilizado até 2008) estava localizado no lado esquerdo do bug, com as bases ocupadas iluminando em amarelo conforme necessário. As pontuações da equipe eram exibidas em um fundo preto no lado direito do bug. Uma barra, contendo o logotipo da Fox e o inning (agora com uma seta padrão para cima ou para baixo indicando a parte superior ou inferior do inning), se estendia do topo. Outra barra, que continha a contagem e o número de eliminações, se estendia de baixo para cima.
Durante a temporada de 2000, o bug ocasionalmente se deslocava para a parte inferior da tela e se invertia para revelar gráficos de estatísticas do jogador. No entanto, esse recurso não era consistentemente utilizado, resultando em situações em que os gráficos de estatísticas dos jogadores simplesmente desapareciam na tela com o bug ainda visível.

#### 2001–2004
Para a temporada de 2001, a Fox introduziu um novo pacote gráfico para suas transmissões da MLB, o qual estreou nas transmissões da NASCAR da rede em fevereiro daquele ano. O pacote gráfico representava uma versão atualizada do design de 1999, mas o FoxBox foi redesenhado como um banner na parte superior da tela. Um retângulo preto simples e transparente, com uma área sombreada acima, ocupava a parte superior da tela da esquerda para a direita, exibindo um gráfico de diamante representando o campo de beisebol e as abreviações de ambos os times em branco. As pontuações eram apresentadas em texto preto em caixas amarelas ao lado das abreviações das equipes. O centro exibia o indicador de entrada, à direita estava o número de eliminações, à esquerda ficava a contagem de arremessos e a velocidade de arremesso (a velocidade de arremesso estava no mesmo local da contagem de arremessos e aparecia em uma caixa amarela). O logotipo da MLB on Fox era colocado na extrema direita. O banner, juntamente com a área sombreada acima dele, se estendia ou retraía da parte superior da tela sempre que aparecia ou era removido.

#### 2004–2007
A partir da pós-temporada de 2004, as transmissões de beisebol da Fox passaram a adotar o mesmo pacote gráfico introduzido nas transmissões da NFL em 2003. O banner do placar foi ajustado para refletir o layout adotado pela cobertura de futebol da emissora no início da temporada de 2004, incorporando as abreviaturas dos times em jogo em vez de suas logomarcas. As abreviaturas das equipes eram exibidas em letras eletrônicas na cor principal da equipe, enquanto as pontuações eram apresentadas em texto branco dentro de paralelogramos pretos. A partir desse pacote gráfico e seguindo até o presente, o FoxBox agora também mostra uma representação visual quando ocorre um home run.

#### 2008
Para a temporada de 2008, a cobertura de beisebol da Fox adotou o mesmo pacote gráfico utilizado em suas transmissões da NFL em 2006. O gráfico do diamante foi posicionado à direita das pontuações e reduzido para incluir apenas as três bases principais, excluindo o home plate. O logotipo da MLB on Fox foi deslocado para o lado esquerdo do banner. A faixa colorida na parte superior do banner foi consistentemente renderizada em azul, independentemente das cores da equipe ativa. As abreviações das equipes não eram mais exibidas em suas respectivas cores primárias, e a área sombreada acima não continha o padrão animado de listras, o qual aparecia apenas no gráfico de estatísticas do jogador.

#### 2009–2010
Nas temporadas de 2009 e 2010, as transmissões adotaram o mesmo pacote gráfico implementado pela FSN, com o FoxBox agora posicionado como uma caixa retangular no canto superior esquerdo da área segura 4:3. Em conformidade com a FSN durante o final de semana de feriado, o gráfico do corredor em base foi alterado para apresentar um padrão azul com estrelas durante o final de semana de 4 de julho e o All-Star Game em 2010. A partir de julho de 2010, as transmissões passaram a ser produzidas em widescreen 16:9 e letterbox para telespectadores de definição padrão, utilizando o código #10 Active Format Description, principalmente para transmissões da Fox enviadas a provedores de televisão paga por meio de suas estações. A caixa de pontuação foi deslocada para o canto superior esquerdo no feed widescreen.

#### 2011—2013
A partir do Dia de Abertura da temporada da MLB de 2011, tanto a rede de transmissão Fox quanto a Fox Sports Networks adotaram o mesmo pacote gráfico utilizado nas transmissões da NFL pela Fox em 2010. Este novo layout horizontal apresentava abreviações de times (em vez de logotipos de times, como na versão da NFL) e pontuações flanqueando uma exibição central que incluía informações sobre entrada, diamante, contagem, eliminações (representadas por três luzes) e velocidade de arremesso. Além disso, o novo placar tinha a capacidade de se abrir para revelar informações estatísticas ou notificações de home run. Para a temporada de 2012 da MLB, a caixa de pontuação foi modificada para utilizar insígnias de boné em vez de abreviações de equipe, e a representação dos outs foi reduzida para apenas duas lâmpadas.

#### 2014–2017
Para a temporada de 2014, a cobertura da MLB da Fox introduziu um novo pacote gráfico que foi inicialmente apresentado em suas transmissões da NASCAR naquele ano. Uma mudança notável foi a realocação da caixa de pontuação para o canto inferior esquerdo da tela. Nessa nova configuração, as abreviações e pontuações dos times foram posicionadas no lado esquerdo, sobre a cor de fundo do time. No topo do lado direito, foram incluídos o número do inning (em texto amarelo) e o gráfico de base; enquanto o canto inferior direito passou a exibir a contagem e as saídas (representadas por dois pontos). Acima da caixa principal, foi adicionada uma faixa "dinâmica", que, por padrão, mostrava o sobrenome do arremessador atual junto com o número de arremessos que ele lançou. No entanto, essa faixa podia ser expandida e alterada de cor para exibir informações específicas da equipe, como rebatedores no convés e arremessadores se aquecendo no bullpen.

#### 2017–2021
Para a pós-temporada de 2017, a cobertura da MLB da Fox apresentou um novo pacote gráfico que já havia sido introduzido em suas transmissões da NFL. Embora o layout da versão de 2014 para o bug de pontuação tenha sido mantido, houve adições significativas, incluindo dois painéis estatísticos acima do bug de pontuação. Esses painéis exibiam informações sobre confrontos entre batedores e arremessadores, resultados de rebatidas do jogo e estatísticas individuais. Além disso, o indicador de entrada, o contador de rebatidas de bola e o contador de saída (agora representado numericamente) foram movidos para a parte inferior do bug de pontuação.
Em 2020, a Fox lançou um novo pacote gráfico para sua cobertura da NFL e do futebol universitário, estreando-o no Super Bowl LIV. Embora tenha sido implementado nas transmissões de beisebol até o final da temporada regular de 2021, o novo visual na tela foi projetado especificamente para futebol. A partir da temporada de 2021, Fox e FS1 passaram a utilizar ilustrações estilizadas de história em quadrinhos em jogadores em vez de fotos tradicionais, semelhantes às usadas na cobertura da NFL desde o Super Bowl do ano anterior e adotadas posteriormente pela cobertura da NASCAR Cup Series a partir de 2022. Nessa mesma temporada, a Fox estreou um pacote gráfico de inspiração retrô projetado para as transmissões do jogo anual Field of Dreams, apresentando logotipos clássicos de times e animações antigas baseadas em placar para o bug de pontuação.

#### 2021 – presente
Em outubro de 2021, a Fox apresentou um novo pacote gráfico exclusivo para suas transmissões de beisebol, estreando durante o ALDS de 2021. Este bug de pontuação, agora em tamanho ampliado, adota um layout não convencional, semelhante ao usado em 2011 e 2012. Ele exibe as abreviações da equipe acima das pontuações, com o inning, o contador de rebatidas de bola e o contador de eliminações comprimidos entre eles, enquanto as bases são mostradas na parte inferior. Este design mantém os dois painéis estáticos no topo do bug de pontuação, fornecendo informações sobre confrontos entre batedores e arremessadores, resultados do jogo ao bastão e estatísticas individuais.

## Crítica

### Agendamento
Fox Sports recebeu críticas  de fãs de esportes por preconceito percebido  para times da Liga Americana na Liga Principal de Beisebol (especialmente o New York Yankees e o Boston Red Sox ). A Fox raramente mostra times de fora dos 10 principais mercados de mídia durante a temporada regular.

#### Comentaristas de cores
No jogo 4 da American League Championship Series de 1997, em um cenário agitado com corredores correndo pelas bases, o árbitro Durwood Merrill gesticulou para indicar a localização da bola. Nesse momento, o comentarista Tim McCarver fez um comentário sarcástico, sugerindo que "talvez ele estivesse tentando dizer a si mesmo onde estava a bola!". Merrill ouviu esse comentário, sentiu-se ofendido e respondeu em sua autobiografia que, na verdade, estava informando aos outros árbitros que a situação estava sob controle.
Além disso, quando surgiam dúvidas sobre regras durante as transmissões, McCarver frequentemente explicava as regras, por vezes de maneira incorreta. Por exemplo, após um lance malsucedido do St. Louis Cardinals no jogo 4 do NLCS de 2006, McCarver explicou: "Você tem que ter 'mil e um' ao parar, e você tem que parar sua luva no mesmo lugar todas as vezes na frente do seu corpo". No entanto, as regras estabelecem que deve haver apenas uma parada completa e discernível em qualquer lugar na frente do corpo do arremessador; nenhuma duração ou local específico é necessário.
McCarver também era conhecido por cometer gafes verbais, principalmente com nomes de jogadores, como confundir Albert Pujols com o aposentado Luis Pujols e referir-se repetidamente a Bronson Arroyo como "Brandon Arroyo" durante a World Series de 2004. Durante a World Series de 2009, ele se referiu ao shortstop Derek Jeter do New York Yankees como "Jerek Deter". Em 2006, um episódio da série animada da Fox, Family Guy, satirizou a capacidade de transmissão de McCarver com a piada: "Bem, pelo menos ele não poderia ser pior do que Tim McCarver em transmissões esportivas." McCarver tem sido, em geral, acusado de analisar demais as situações, ser muito prolixo e não permitir que o jogo "respire".

#### Anfitriões e repórteres de campo
Durante a cobertura do All-Star Game da Liga Principal de Beisebol de 2005 no Comerica Park, em Detroit, a apresentadora Jeanne Zelasko irritou muitos fãs devido ao seu tratamento em relação ao lendário locutor Ernie Harwell. Muitos espectadores não gostaram da forma abrupta - e aos olhos de muitos, desajeitada - como Zelasko interrompeu Harwell apenas 17 segundos em uma entrevista pré-jogo, quando Harwell detalhava as realizações do famoso Tiger Al Kaline. Harwell, no entanto, afirmou mais tarde que não se sentiu ofendido por Zelasko e optou por deixar o assunto de lado.
Em setembro de 2008, Zelasko também foi criticada por se referir ao Tampa Bay Rays como "Tampa Rays". Jeanne Zelasko enfrentou críticas gerais por ser considerada muito irreverente, ter pouco conhecimento sobre o esporte de beisebol e inserir muitos clichês cafonas ou jogos de palavras durante as transmissões.
Chris Rose foi criticado por parecer excessivamente íntimo com os jogadores que entrevistou durante a cobertura de beisebol da Fox. Um exemplo disso ocorreu durante a World Series de 2009, quando Rose se referiu a Derek Jeter, do New York Yankees, como "Jeets". No ano seguinte, durante outra World Series, Rose referiu-se a Brian Wilson e Tim Lincecum, do San Francisco Giants, como "seus amigos". Essa abordagem mais informal e próxima dos jogadores recebeu críticas de alguns espectadores e observadores do esporte.

### Produção
Scooter fez sua estreia na temporada de beisebol de 2004 em 16 de abril durante um jogo entre o New York Yankees e o Boston Red Sox. Embora o presidente da televisão Fox Sports, David Hill, tenha elogiado Scooter como "muito fofo e realmente incrível", o personagem recebeu poucas reações positivas. O escritor da Sports Illustrated, John Donovan, advertiu os "puristas de todos os lugares a pegarem um saco de vômito", e Richard Deitsch, redator de mídia da Sports Illustrated, usou Scooter como exemplo de "como a tecnologia nem sempre ajuda a sociedade". Uma pesquisa realizada pela Sporting News com sua equipe questionou: "O que melhor resume seus sentimentos por Scooter, o beisebol falante da Fox?". A resposta escolhida por 45% dos entrevistados foi: "Mande-o para uma morte lenta e dolorosa". Apesar das reações majoritariamente negativas, Scooter continuou sendo utilizado em transmissões de jogos de beisebol até depois da World Series de 2006.
Durante a cobertura da Fox do jogo All-Star da Liga Principal de Beisebol de 2005 em Detroit, as câmeras no início da metade inferior do terceiro turno concentraram-se intensamente em um banner patrocinado pela Chevy que dizia "HHRYA.com". A Fox logo foi acusada de tentar enganar os telespectadores, fazendo-os acreditar que o banner era meramente obra de um torcedor aleatório nas arquibancadas do Comerica Park.
Dos playoffs da MLB de 2010 até os playoffs da MLB de 2019, a Fox utilizou a música tema da NFL para sua cobertura da MLB, bem como para todas as outras propriedades da Fox Sports, incluindo eventos da NASCAR e do UFC. Isso gerou reações de fãs que acreditavam que o tema da NFL não era adequado para a cobertura da MLB e que o tema anterior da MLB deveria ser reintegrado. Uma pesquisa da Sports Media Watch, realizada em 23 de outubro de 2010, indicou que quase 60% dos fãs consideravam que a Fox tomou uma decisão desfavorável, enquanto apenas 11% achavam que foi uma boa decisão, e 30% não tinham opinião (todas as porcentagens arredondadas). No entanto, a partir da temporada 2020 da MLB, a MLB na Fox reintroduziu o tema original utilizado de 1996 a 2007.

## Outra cobertura de beisebol
Junto com a cobertura da MLB, a cobertura de beisebol da Fox Sports também inclui o World Baseball Classic, o Congressional Baseball Game, e softball universitário e beisebol da Big East Conference . Em 2019, a Fox Sports também exibiu o Triple-A National Championship Game .

## Avaliações Nielsen

### Médias da temporada regular da Fox
- 2022 : 2,11 milhões
- 2021 : 2,36 milhões
- 2020 : 1,67 milhões
- 2019 : 2,4 milhões
- 2018 : 2,23 milhões
- 2017 : 2,05 milhões
- 2016 : 2,09 milhões
- 2015 : 2,2 milhões
- 2014 : 1,9 milhões
- 2013 : 2,4 milhões
- 2012 : 2,5 milhões
- 2011 : 2,74 milhões
- 2010 : 2,7 milhões
- 2009 : 2,7 milhões
- 2008 : 2,8 milhões
- 2007 : 3,3 milhões
- 2006 : 3,35 milhões
- 2005 : 3,61 milhões
- 2004 : 3,73 milhões
- 2003 : 3,6 milhões
- 2002 : 3,45 milhões
- 2001 : 3,38 milhões

### Médias da Fox na World Series
- 2022 : 11,76 milhões
- 2021 : 11,74 milhões
- 2020 : 9,79 milhões
- 2019 : 13,91 milhões
- 2018 : 14,13 milhões
- 2017 : 18,93 milhões
- 2016 : 22,85 milhões
- 2015 : 14,53 milhões
- 2014 : 13,93 milhões
- 2013 : 14,98 milhões
- 2012 : 12,64 milhões
- 2011 : 16,52 milhões
- 2010 : 14,22 milhões
- 2009 : 19,33 milhões
- 2008 : 13,19 milhões
- 2007 : 17,12 milhões
- 2006 : 15,81 milhões
- 2005 : 17,16 milhões
- 2004 : 25,39 milhões
- 2003 : 20,14 milhões
- 2002 : 19,26 milhões
- 2001 : 24,53 milhões
- 2000 : 18,08 milhões
- 1998 : 20,34 milhões
- 1996 : 25,22 milhões